# Albert de Villa d'Ogna
Albert de Villa d'Ogna ou Albert de Bergame, né en 1214 à Villa d'Ogna et mort à Crémone le 7 mai 1279, est un tertiaire dominicain italien proclamé bienheureux par Benoît XIV en 1748. Il est fêté localement le 7 mai.

## Biographie
Il naît dans une famille de modestes paysans pieux. Dès l'âge de sept ans, il jeûne certains jours de la semaine pour donner sa part aux pauvres. Entre 1240 et 1255, ses parents meurent d'abord, puis sa femme. Il décide alors d'abandonner tous ses biens à la municipalité en faveur des nécessiteux. Il s'installe à Crémone où il gagne sa vie comme porte-faix, en particulier de tonneaux de vin. Mais il s'occupe aussi de charité et parvient à quêter et réunir des fonds pour ériger un hospice de malades près de l'église Saint-Matthieu, aujourd'hui disparue. Il effectue plusieurs pèlerinages à  Rome au cours de sa vie, ainsi qu'à Saint-Jacques-de-Compostelle et un pèlerinage à Jérusalem.
Toujours à Crémone, il s'agrège en 1256 à l'ordre des Frères prêcheurs, en tant que tertiaire séculier et effectue des travaux de jardinage pour le couvent de dominicains. Il meurt à Crémone le 7 mai 1279. La légende indique qu'une colombe serait apparue alors qu'il s'apprêtait à recevoir le  viatique, ce que d'aucuns ont déduit que la colombe l'aurait elle-même porté.
Il est béatifié par Benoît XIV le 9 mai 1748, reconnaissant l'ancienneté et la constance de sa vénération par les fidèles. Sa maison natale abrite aujourd'hui une petite église.